# Сеново (Кршко)
Сеново (словен. Senovo) је насељено место у општини Кршко, Посавска регија, Словенија.

## Историја
До територијалне реорганизације у Словенији било је у саставу старе општине Кршко.

## Становништво
У попису становништва из 2011. године, Сеново је имало 2.343 становника.
| Број становника према пописима | Број становника према пописима | Број становника према пописима |
| ------------------------------ | ------------------------------ | ------------------------------ |
| 1991                           | 2002                           | 2011                           |
| 2.531                          | 2.448                          | 2.343                          |

Напомена: Године 2013. извршена је мала размена територија између насеља Мали Камен и Сеново, а 2015 . између насеља Довшко и Сеново.